# Story of My Life
«Story of My Life» —en español: historia de mi vida— es una canción interpretada por la boy band británica irlandesa One Direction, perteneciente a su tercer álbum de estudio Midnight Memories, de 2013. Está escrita por Jamie Scott, John Ryan, Julian Bunetta y la banda, y está producida por Bunetta. La canción fue grabada en el 2013 y dura cuatro minutos y seis segundos (4:06). El día 3 de noviembre se publicó el video vía Youtube, que contó con la dirección de Ben Winston y tiene una duración de aproximadamente cuatro minutos y ocho segundos (4:08).

## Composición
«Story of My Life» es una canción mid-tempo con influencias folk pop, pop, neofolk, arena rock y rock alternativo. Idolator comparó la canción con trabajos de artistas como Ed Sheeran, Coldplay y Mumford & Sons.

## Video musical
El vídeo musical comienza con Louis Tomlinson revelando una foto con el título "Story of My life: One Direction". Luego comienza la música y empiezan a interpretar las estrofas mientras se visualizan fotos de la infancia de cada uno de los integrantes de la banda con representaciones de las imágenes de cómo son actualmente.

## Recepción
El 31 de octubre la canción debutó en el puesto número uno en el Irish Singles Chart y es el cuarto sencillo número uno de la banda en Irlanda. La canción también ingresó en el primer lugar en Nueva Zelanda, y es el segundo sencillo número uno de la banda en la lista de sencillos de Nueva Zelanda. En cambio, en el Reino Unido, alcanzó la segunda posición. En los Estados Unidos, alcanzó al sexta ubicación del Billboard Hot 100, siendo su cuarto sencillo en ingresar en el top 10 de esta lista. También lideró las listas de Dinamarca y España.

## Posicionamiento en listas y certificaciones
| Lista (2013)                          | Mejor posición |
| ------------------------------------- | -------------- |
| Alemania (Media Control AG)           | 23             |
| Australia (ARIA)                      | 3              |
| Austria (Ö3 Austria Top 40)           | 20             |
| Bélgica (Flandes) (Ultratop 50)       | 3              |
| Bélgica (Valonia) (Ultratop 50)       | 14             |
| Brasil (Hot 100 Airplay)              | 9              |
| Canadá (Hot 100)                      | 3              |
| Dinamarca (Tracklisten)               | 1              |
| Escocia (The Official Charts Company) | 3              |
| España (Top 100 Canciones)            | 1              |
| Estados Unidos (Billboard Hot 100)    | 6              |
| Estados Unidos (Pop Songs)            | 10             |
| Estados Unidos (Adult Pop Songs)      | 17             |
| Finlandia (OFC)                       | 17             |
| Francia (SNEP)                        | 22             |
| Irlanda (IRMA)                        | 1              |
| Italia (FIMI)                         | 5              |
| Japón (Japan Hot 100)                 | 8              |
| México (Monitor Latino)               | 1              |
| Noruega (VG-lista)                    | 11             |
| Nueva Zelanda (Recorded Music NZ)     | 1              |
| Países Bajos (Dutch Top 40)           | 20             |
| Reino Unido (UK Singles Chart)        | 2              |
| Suecia (Sverigetopplistan)            | 8              |
| Suiza (Schweizer Hitparade)           | 13             |

| País           | Organismo certificador | Certificación | Ventas    | Ref.   |
| -------------- | ---------------------- | ------------- | --------- | ------ |
| Australia      | ARIA                   | Platino       | 570 000   | [ 29 ] |
| Estados Unidos | RIAA                   | x2 Platino    | 2 600 000 | [ 30 ] |
| Nueva Zelanda  | RIANZ                  | Platino       | 250 000   | [ 31 ] |
| Reino Unido    | BPI                    | Plata         | 1 819 000 | [ 33 ] |
| Venezuela      | AVINPRO                | Platino       | 30 000    | [ 34 ] |